# フロイドの三角形
フロイドの三角形（フロイドのさんかっけい）は、計算機科学の教育で使用される自然数に関する配列の一種。イギリスの計算機科学者ロバート・フロイドにちなんで名付けられた。これは、階段状の表を左上隅から自然数で埋めることによって作られる。
| 1  |    |    |    |    |
| 2  | 3  |    |    |    |
| 4  | 5  | 6  |    |    |
| 7  | 8  | 9  | 10 |    |
| 11 | 12 | 13 | 14 | 15 |

プログラミング初学者には、表が与えられた状態でフロイドの三角形となるようなプログラムを作成するタスクが割り当てられることがある 。
三角形の左端の数字は怠けた仕出し屋の数列になり、右端の数字は三角数となる。
フロイドの三角形のn段目の列の総和は、{\displaystyle n\times n}の魔方陣の一列の和と等しくなる。(オンライン整数列大辞典のA006003)
フロイドの三角形の1段目からn段目までを足し合わせると、n番目の二重三角数になる。(オンライン整数列大辞典のA002817)  
1             = 1 = T(T(1))                                            

1               = 6 = T(T(2))                                                                  

2 + 3

1 

2 + 3      = 21 = T(T(3))

4 + 5 + 6 

## 参照
- パスカルの三角形